# Вяз разрезной
Вяз разрезной, либо вяз лопастной (лат. Ulmus laciniata) — вид двудольных растений рода Вяз (Ulmus) семейства Вязовые (Ulmaceae). Под текущим таксономическим названием вид впервые описан в 1906 году немецким ботаником Генрихом Майром.
Другие русскоязычные названия — ильм горный, ильм лопастный, ильм разрезной. Китайское название — «裂叶榆».

## Распространение и экология

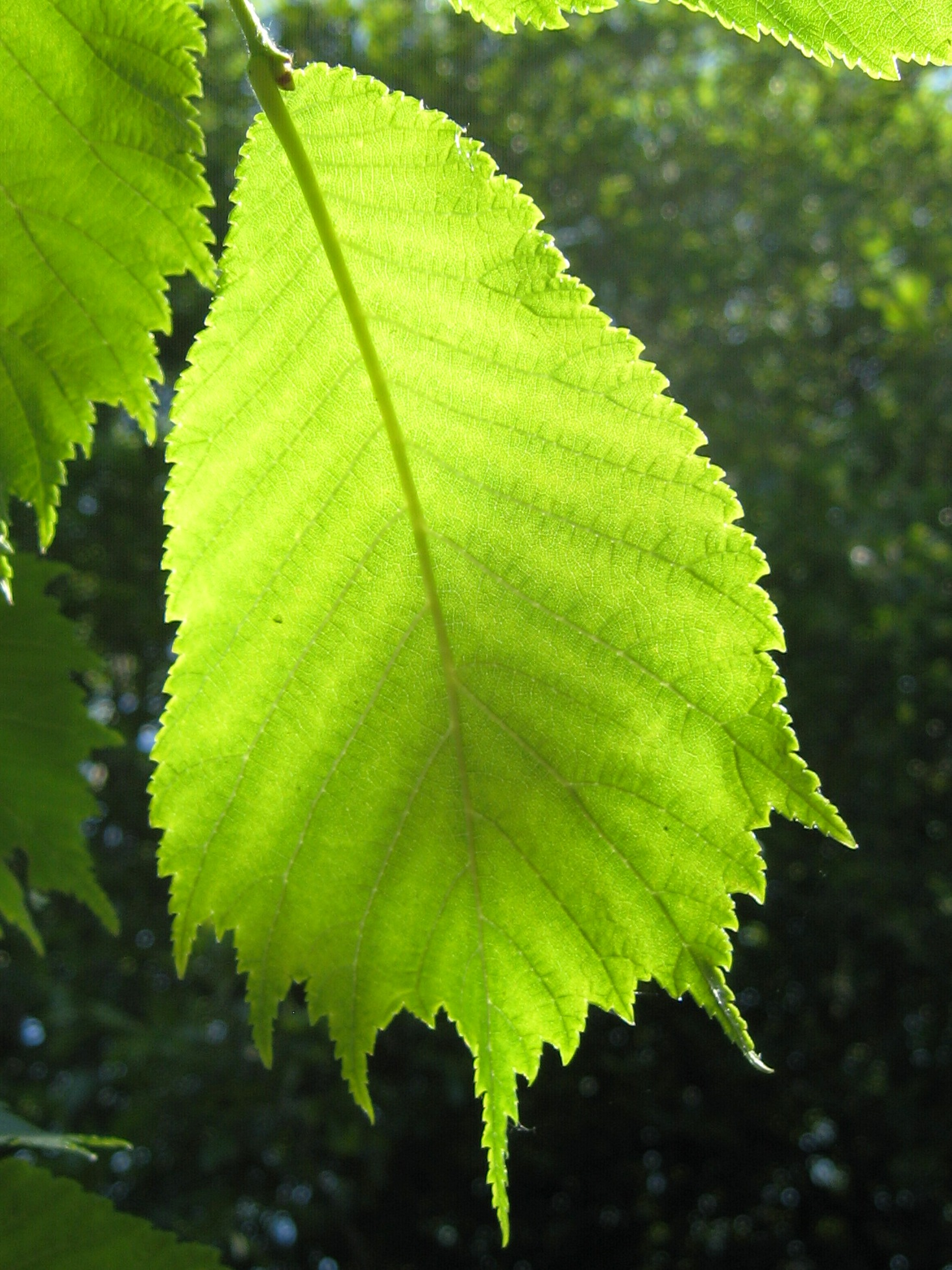
Лист

Распространён в Китайской Народной Республике (провинции Хэбэй, Хэйлунцзян, Хэнань, Гирин, Ляонин, Внутренняя Монголия, Шаньдун, Шаньси), Японии (острова Хоккайдо, Хонсю, Кюсю), на Корейском полуострове и в России (Дальний Восток, Восточная Сибирь). Встречается на высоте 700—2200 м над уровнем моря. На Дальнем Востоке встречается в Приморском и Хабаровском краях (южные и юго-восточные районы), на Сахалине  и Курильских островах (Шикотан, Кунашир).
Растёт в смешанных черново-пихтово-широколиственных, кедрово-широколиственных и елово-широколиственных лесах.

## Ботаническое описание
Дерево высотой до 27 м и до 60 см в диаметре. Кора от тёмного серовато-коричневого до серого оттенка. Побеги прямостоячие. Лист простой, с острой верхушкой и зубчатым краем; листорасположение очерёдное. Цветки бурые, размером до 1 см, околоцветник незаметный. Плод — крылатка бурого или зелёного цвета.
Число хромосом — 2n=28.

## Значение и применение
Используется так же, как и ильм сродный, но запасы его много меньше и используются слабее. А. А. Цымек приводит следующую характеристику физико-механических свойств древесины: объёмный вес при 15% влажности — 0,51 г/см³, сопротивление сжатию: вдоль волокон — 360 кг/см³, статическому изгибу — 685 г/см³. Эти данные доказывают, что вяз разрезной не отличается по физическим свойствам древесины от ильма долинного.
Слабо поедается крупно рогатым скотом, значительно охотнее изюбрем и косулей. Зимой и в начале весны изюбрь зубами разрывает нетолстую и нежесткую кору, сдирая её с дерева и поедая луб. Это явление часто наблюдается в лесах Дальнего Востока. Нередко можно встретить сплошь ободранные стволы лопастного ильма, чего не наблюдается ни у одной из других пород.

## Синонимы
Синонимичные названия:
- Ulmus major var. heterophylla Maxim. & Rupr.
- Ulmus montana var. laciniata Trautv.basionym
- Ulmus montana f. laciniata (Trautv.) Herder